# سیارک ۲۵۳۰۲
سیارک ۲۵۳۰۲ (به انگلیسی: 25302 Niim، نامگذاری:1998XW3) بیست و پنج هزار و سیصد و دومین سیارک کشف شده‌است که در ۹ دسامبر ۱۹۹۸ کشف شد.
قدر مطلق سیارک برابر ۵۳.۶ است.